# Cryptactites peringueyi
Cryptactites peringueyi är en ödleart som beskrevs av  George Albert Boulenger 1910. Cryptactites peringueyi ingår i släktet Cryptactites och familjen geckoödlor. IUCN kategoriserar arten globalt som otillräckligt studerad. Inga underarter finns listade i Catalogue of Life.